# Monochamus bootangensis
Monochamus bootangensis là một loài bọ cánh cứng trong họ Cerambycidae.